# Клінічні кафедри медичного факультету ТНМУ
Клінічні кафедри медичного факультету Тернопільського національного медичного університету імені І. Я. Горбачевського розташовані в різних медичних закладах міста Тернополя.

## Кафедра пропедевтики внутрішньої медицини та фтизіатрії
У серпні 1957 року на базі терапевтичного відділення (на 60 ліжок) міської лікарні (нині — Тернопільська міська комунальна лікарня швидкої допомоги) організована кафедра пропедевтики внутрішніх хвороб. У штаті кафедри було п'ять співробітників: завідувач, три асистенти і лаборант. У лабораторії кафедри проводились новітні на той час дослідження з використанням електрофоретичного апарату, фотоелектроколориметрів, рефрактометрів, капіляроскопів.
У 1958 році створено курс туберкульозу, який невдовзі став самостійним.
Із середини 1980-х організована імунологічна лабораторія, формується єдиний напрямок наукових досліджень, вивчається імунологічна реактивність хворих із хронічними запальними ураженнями гепатобіліарної системи з метою її імунної корекції. Розробляються клініко-лабораторні критерії діагностики і патогенетичної терапії хворих на хронічні запальні захворювання гепатобіліарної системи з використанням різних груп імуномодуляторів, ангіопротекторів, репарантів, антигіпоксантів, антиоксидантів, гепатопротекторів і нетрадиційних методів лікування. Паралельно із спільним напрямком наукових досліджень вивчаються проблеми ендокринології, гастроентерології, пульмонології. Видаються методичні вказівки для студентів з догляду за хворими.
У 2005 кафедра фтизіатрії об'єднана з кафедрою пропедевтики внутрішньої медицини. Курс туберкульозу розташований на базі обласного протитуберкульозного диспансеру.
Завідувачі кафедри
- Михайло Масик, доцент, пізніше професор — 1957—1966;
- Володимир Григор'ян, доцент, пізніше професор — 1966—1985;
- Анатолій Єпішин, доктор медичних наук, професор — червень 1985 — вересень 2003;
- Сергій Андрейчин, доктор медичних наук, професор — від вересня 2003.

Завідувачі курсу фтизіатрії
- Болеслав Міхельсон, доцент — 1958—1970;
- Марія Савула, доцент, пізніше доктор медичних наук, професор — 1970—2003;
- Леонід Грещук, доктор медичних наук, професор — 2003—2005.

## Кафедра внутрішньої медицини №1
Кафедра терапії заснована в 1957 році на базі Тернопільської обласної лікарні. У 2007 році кафедру реорганізовано у кафедру внутрішньої медицини № 1.
Завідувачі кафедри
- Іван Мельник, доктор медичних наук, професор — фундатор і перший завідувач у 1957—?;
- М. Г. Масик, доктор медичних наук, професор — ?—?;
- П. Я. Григор'єв, доктор медичних наук, професор — ?—1989;
- Микола Швед, доктор медичних наук, професор — 1989 — червень 2011;
- Надія Ярема, доктор медичних наук, професор — 1 липня 2011 — 2015;
- Надія Пасєчко, доктор медичних наук, професор — від 2015.

## Кафедра внутрішньої медицини №3
Кафедра розташована в нефрологічному та пульмонологічному відділеннях Тернопільської університетської лікарні.
Кафедра внутрішньої медицини № 3 створена 30 червня 2011 року за рішенням Вченої Ради і наказу ректора Тернопільського державного медичного університету ім. І. Я. Горбачевського № 529 шляхом реорганізації кафедри внутрішньої медицини.
Очолює кафедру професор Лілія Мартинюк.
Колектив кафедри (станом на жовтень 2017): професор — доктор медичних наук Лілія Мартинюк; доценти — кандидати медичних наук Людмила Боднар, Богдан Насалик, Наталія Грималюк, Таміла Паламар, Тетяна Бойко, Людмила Цибульська, Оксана Ружицька; асистенти — кандидат медичних наук Інна Якубишина, викладач Людмила Вонс; аспірант — Людмила Козій; лаборант — Марія Юрковська.

## Кафедра функціональної і лабораторної діагностики
Історія кафедри клініко-лабораторної діагностики розпочинається 1 січня 2007, коли був створений курс клінічної біохімії і лабораторної діагностики при кафедрі медичної біохімії, який очолювала доцент Інна Криницька.
1 травня 2011 заснована кафедра клініко-лабораторної діагностики, 7 червня 2012 — кафедра функціональної діагностики та клінічної патофізіології.
Від початку заснування кафедра розташувалась у морфологічному корпусі, з 1 вересня 2016 — у навчальному корпусі на вул. Чехова, 3 та на базі Тернопільської університетської лікарні.
Науковці кафедри досліджують сучасні методи діагностики в кардіології, пульмонології, нефрології, алергології, нейрофізіології. За час існування курсу та кафедри науковці захистили кілька дисертацій. Кафедра виконала науково-дослідну роботу «Вивчення етіологічної структури ГРВІ в Західному регіоні України у 2010—2012 роках» і продовжує працювати над науково-дослідною роботою «Епідеміологічна та клінічна характеристика вірусних гепатитів С і В у співробітників і студентів Тернопільського державного медичного університету імені І. Я. Горбачевського та працівників Тернопільської університетської лікарні».
Завідувачі
- Інна Криницька, доцент — 1 січня 2007 — квітень 2011 (курс клінічної біохімії і лабораторної діагностики),
- Іван Кліщ, доктор медичних наук, професор — квітень 2011 — червень 2012,
- Марія Марущак, доктор медичних наук, доцент — червень 2012 — березень 2015,
- Інна Криницька, доктор медичних наук, доцент — від 1 квітня 2015.

## Кафедра медичної реабілітації
Кафедра розташована на базі Тернопільської міської комунальної лікарні № 3.
Кафедра входить до складу медичного факультету. Від часу її створення і дотепер завідувачем є доктор медичних наук, професор Мисула Ігор Романович. Навчальною базою кафедри є санаторій «Медобори». Професорсько-викладацький склад забезпечує освоєння практичних навичок з фізіотерапії, медичної та соціальної реабілітації хворих та організацію багатьох аспектів громадського здоров'я. Актуальними є такі дисципліни: «Актуальні питання реабілітації та професійної орієнтації інвалідів», «Фізіотерапія», «Медична та соціальна реабілітація», «Здоров'я людини», «Основи медичних знань», «Курортологія», «Реабілітаційні технології», «Організація роботи реабілітаційних закладів» та ін. 
До складу кафедри входить 7 осіб: 2 професори, 2 доценти, 2 асистенти, 1 лаборант...

## Кафедра первинної медико-санітарної допомоги та загальної практики-сімейної медицини
Кафедра розташована на базі Тернопільської міської комунальної лікарні № 3.
Завідувач кафедри — доктор медичних наук, професор Лілія Степанівна Бабінець. Кафедра вирізняється своєю потужною клінічною базою, яка включає терапевтичні відділення поліклініки, відділення сімейної медицини, хірургічне відділення поліклініки, жіночу консультацію, денний стаціонар поліклініки, денні стаціонари хірургічного відділення та жіночої консультації, гастроентерологічне, хірургічне та приймальне відділення. Крім того потужний діагностичний центр, який функціонує на базі Тернопільської міської комунальної лікарні № 2, поліклінічне відділення та стаціонар денного перебування хворого Тернопільської міської дитячої комунальної лікарні.

## Кафедра невідкладної та екстреної медичної допомоги
Кафедра розташована на базі Тернопільської університетської лікарні.
Завідувач кафедри — доктор медичних наук, професор Микола Іванович Швед. На кафедрі обладнано 5 тематичних навчальних кімнат, які оснащено манекенами, муляжами, апаратурою, інструментарієм та іншим необхідним приладдям для відпрацювання практичних навичок. У навчальній аудиторії встановлено плакати із алгоритмами тих невідкладних станів, які розглядаються на занятті. Зокрема, під час проведення занять пріоритетною є технологія первинного та вторинного обстеження, які є базовими для діагностики та лікування будь-якого невідкладного стану. Також значна увага приділяється реалізації комунікативних здібностей студентів, роботі в команді та психологічній підготовці.

## Кафедра інфекційних хвороб з епідеміологією, шкірними та венеричними хворобами
Кафедра розташована на базі Тернопільського обласного клінічного шкірно-венерологічного диспансеру.
Завідувач кафедри Андрейчин Михайло Антонович - академік НАМН України, доктор медичних наук, професор. Кафедра функціонує на базі інфекційного відділення Тернопільської міської комунальної лікарні швидкої допомоги та Тернопільського обласного шкірно-венерологічного диспансеру. 8 тематичних навчальних кімнат є добре обладнані та забезпечені необхідними навчальними і методичними матеріалами, зокрема відповідними вказівками, лекціями та інструкціями. Базою для навчання студентів є інфекційний стаціонар на 75 ліжок Тернопільської міської комунальної лікарні швидкої допомоги, а також стаціонар на 40 ліжок Тернопільського обласного шкірно-венерологічного диспансеру, крім того кабінети інфекційних захворювань поліклінік №1 і №2 м. Тернополя. Кафедра забезпечує науково-педагогічне навчання за такими напрямками: шкірні та венеричні хвороби, епідеміологію, інфекційні хвороби, медсестринство при інфекційних хворобах.

## Кафедра неврології
Кафедра неврології організована 1 жовтня 1958 року на базі неврологічного відділення (на 50 ліжок) Тернопільської обласної лікарні.
Кафедра розташована на базі Тернопільської обласної комунальної клінічної психоневрологічної лікарні.
Завідувач кафедри — Світлана Іванівна Шкробот, доктор медичних наук, професор, заслужений діяч науки і техніки України. На кафедрі працює 2 професори, 3 доценти і 2 асистенти. Основні дисципліни: «Неврологія» та «Нейростоматологія». Навчаються лікарі-інтерни та лікарі-курсанти із спеціальностей «Неврологія», «Загальна практика — сімейна медицина», «Медицина невідкладних станів», «Внутрішня медицина», «Ортопедія та травматологія», «Педіатрія». Навчання здійснюється згідно з програмами, затвердженими Центральним методичним кабінетом МОЗ України. Реалізація навчальної програми можлива завдяки потужній клінічній базі Тернопільської обласної клінічної психо-неврологічної лікарні, яка включає 5 неврологічних і 11 психіатричних відділень, а також відділення невідкладних станів. Лікарня володіє сучасними діагностичними, лікувальними та реабілітаційними потужностями. Важливою є методика проведення практичного заняття, яка закладає основи постановки топічного та клінічного діагнозу, сприяє формуванню у студентів паростків клінічного мислення. Потужною базою кафедри є обласне та міські неврологічні відділення, судинне відділення, реабілітаційне, інсультне відділення, відділення інтенсивної терапії, поліклінічне відділення та денний стаціонар. На базі кафедри функціонують наступні центри: обласний судинний центр, центр медико-соціальної реабілітації інвалідів з ураженням нервової системи, центр надання допомоги хворим з епілептичною хворобою та епісиндромом.

## Кафедра психіатрії, наркології та медичної психології
Кафедра розташована на базі Тернопільської обласної комунальної клінічної психоневрологічної лікарні.
Кафедра неврології організована 1 жовтня 1958 року на базі неврологічного відділення (на 50 ліжок) Тернопільської обласної лікарні, її фундатором став професор Олександр Ярош.
Завідувачі кафедри:
- Олександр Адріянович Ярош, професор — 1958—1969,
- М. М. Іщенко, професор — 1969—1998,
- Світлана Іванівна Шкробот, доктор медичних наук, професор — від червня 1998

Кафедра психіатрії організована 22 серпня 1959, її фундатором був доцент Василь Васильович Ластовецький. Клінічною базою кафедри було стаціонарне відділення обласного психоневрологічного диспансеру на 25 ліжок.
Завідувачі кафедри:
- Василь Васильович Ластовецький — 1959—1973,
- Б. М. Куценок, доктор медичних наук — серпень 1973 — червень 1975,
- Раїса Савеліївна Ромась, завідувач курсу психіатрії кафедри неврології — 1975—1990,
- Віктор Васильович Дегтяр, завідувач курсу психіатрії кафедри неврології — 1990—1998,
- Сергій Володимирович Білоус, завідувач курсу психіатрії кафедри неврології — 1998

У 1999 році наказом Міністерства охорони здоров'я України у виші знову відкрито кафедру психіатрії із загальною та медичною психологією.
Завідувачем у 1999—2002 стає доктор медичних наук, професор Олег Созонтович Чабан.
З 2006 року курс психіатрії, наркології і медичної психології очолює Олена Петрівна Венгер.
Колектив кафедри (станом на січень 2017): професор — доктор медичних наук, заслужений діяч науки і техніки України Світлана Іванівна Шкробот, доценти — кандидати медичних наук Зоя Салій, Олена Бударна, Наталія Сохор, Любов Мілевська-Вовчук, Олена Венгер (завуч, лікар-психіатр вищої категорії), Ярослав Несторович, Олена Смашна, асистенти — Маріанна Мисула, кандидати медичних наук Юрій Мисула, Леся Сас, Тетяна Гусєва, старші лаборанти — Ольга Костіна, Володимир Білоус.

## Кафедра дитячих хвороб з дитячою хірургією
Кафедра розташована на базі Тернопільської обласної дитячої клінічної лікарні.
Завідувач кафедри - доктор медичних наук, професор Оксана Романівна Боярчук. На кафедрі пропонують такі дисципліни: пропедевтика педіатрії, сестринська практика, догляд за хворими в педіатрії, педіатрія, медична генетика, дитяча хірургія, діагностика дитячих хвороб, ріст і розвиток людини, медсестринство в педіатрії, клінічне медсестринство в педіатрії та основи раціонального харчування. Для якісного навчання озвучено 17 відеофільмів українською мовою. Активно розробляються тести для успішного контролю студентів, зокрема мудли та тести до семестрового іспиту. Для забезпечення комфортних психологічних умов проводиться дистанційне навчання студентів ННІ медсестринства. Наукова робота кафедри передбачає планування та виконання дисертаційних робіт, виконання кафедральних і міжкафедральних науково-дослідних робіт, організацію та участь у проведенні всеукраїнських і міжнародних наукових форумів, підготовку студентських наукових форумів та підготовку студентських наукових робіт.

## Кафедра загальної хірургії
Кафедра розташована на базі Тернопільської міської комунальної лікарні швидкої допомоги.
Завідувач кафедри — Ігор Миколайович Дейкало доктор медичних наук, професор. Кафедра оперує такими дисциплінами: «Загальна хірургія», «Сестринська практика», «Догляд за хворими», «Трансфузіологія». Опорною базою кафедри є хірургічний відділ, відділ реаніматології та інтенсивної терапії Тернопільської міської комунальної лікарні швидкої допомоги. Сфера наукових зацікавлень кафедри торкається питань ендокринної хірургії, гнійно-септичної хірургії, синдрому діабетичної стопи, невідкладної хірургії органів черевної порожнини, хірургічного лікування патології органів черевної порожнини за допомогою лапароскопічних втручань.

## Кафедра хірургії №1 з урологією, малоінвазивною хірургією та нейрохірургією імені професора Л.Я. Ковальчука
Кафедра розташована на базі Тернопільської університетської лікарні.
Завідувач кафедри — Анатолій Дмитрович Беденюк доктор медичних наук, професор. Навчальний процес на кафедрі для студентів медичного факультету організовано на засадах кредитно-трансферної системи, який здійснюється у повній відповідності до загальноприйнятих європейських стандартів вищої медичної освіти. П'ять учбових кімнат, навчальні кімнати кафедри оснащені комп'ютерами, які підключені до мережі Internet, що надає можливість використовувати у навчальному процесі відеофільми. На кафедрі навчають таких дисциплін: «Хірургія», «Малоінвазивна хірургія», «Ендоскопія» та «Урологія». На базі відділення хірургії проводиться розробка нових шляхів лікування та профілактики, як-от розвитку венозних тромболічних ускладнень у пацієнтів із плановою та ургентною хірургічною патологією, діагностичного алгоритму раннього виявлення післяопераційного венозного тромбозу. Проводиться розробка та вдосконалення оперативних втручань для профілактики тромбоемболічних ускладнень при тромботичному процесі в поверхневих та глибоких венах системи нижньої порожнини вени. Клінічними базами кафедри є відділення хірургії з проктологією та гнійною хірургією, відділення урології, торакальної, судинної хірургії та малоінвазивної хірургії. Крім того в час новітніх технологій прогресивного розвитку медицини на базі кафедри надається високоспеціалізована хірургічна допомога при плановій хірургії та невідкладній хірургії.

## Кафедра травматології та ортопедії з військово-польовою хірургією
Кафедра розташована на базі Тернопільської університетської лікарні.
Завідувач кафедри — доктор медичних наук Андрій Іванович Цвях. На кафедрі викладаються такі дисципліни: «Травматологія та ортопедія», «Військово-польова хірургія», «Спортивна травматологія та ортопедія». На кафедрі читаються такі дисципліни: травматологія та ортопедія, військово-польова хірургія та спортивна медицина. Колектив кафедри проводив комплексні наукові дослідження з найбільш актуальних проблем ортопедії та травматології, де домінували пошук, розробка та клінічне впровадження нових методик та засобів остеопорозу. Працівники кафедри активно працюють над удосконаленням та розвитком навчального процесу в рамках системи єдиного навчального дня. Колективом кафедри розроблено та впроваджено в практику ряд способів та методик лікування травматичних ушкоджень опорно-рухового апарата зокрема: спосіб остеопорозу внутрішньосуглобового перелому великогомілкової кістки; спосіб пластики застарілого розриву сухожилка чотирьохголового м'яза стегна, спосіб хірургічного лікування несправжнього суглоба шийки стегнової кістки; спосіб фіксації сухожилка довгої головки біцепса; спосіб пластики застарілого розриву власної зв'язки наколінника, спосіб артродезу дистального променево-ліктьового суглоба.

## Кафедра анестезіології та інтенсивної терапії
Кафедра розташована на базі Тернопільської університетської лікарні.
Завідувач кафедри — Володимир Володимирович Гнатів. На кафедрі читають «Анестезіологію та інтенсивну терапію», крім того на базі клініки викладаються основи анестезіології та інтенсивної терапії іноземним студентам. Проходять навчання інтерни, анестезіологи, курсанти-анестезіологи, інтерни та курсанти з наступних дисциплін: сімейні лікарі, лікарі швидкої допомоги, хірурги, травматологи, акушер-гінекологи та неврологи. Розроблено нове методичне забезпечення у вигляді матеріалів для підготовки до практичних занять, презентацій лекцій, методичних розробок для студентів, алгоритмів практичних навичок та методичних розробок для викладачів. Крім того розміщено викладачами на персональних Web-сторінках наборів слайдів до кожної лекції, розміщення викладачами матеріалів для підготовки до лекцій для студентів. Викладачі розміщують необхідну інформацію для проведення заняття. Викладач має можливість у режимі онлайн вносити і змінювати свої власні показники за весь період діяльності. В основу мітингів покладено використання відносних показників, рейтингових індикаторів та коефіцієнтів пріоритетності. Беруть участь в клінічних розборах та обговореннях, клінічних конференціях. Вона не обмежена оцінкою знань студентів тільки використанням тестових завдань та ситуаційних задач, враховуючи недоліки одностороннього контролю. Викладачі кафедри надають анестезіологічне забезпечення операційних втручань у Тернопільській університетській лікарні. Крім того у відділенні анестезіології та інтенсивної терапії широко використовують інгаляційний ендотрахеальний низькопоточний наркоз севораном із застосуванням наркозних апаратів «Leon». У клініці проводять інтенсивну інфузійно-трансфузійну терапію, кислотно-лужного стану, парентегральне та ентегральне харчування, антибактеріальну терапію, використовують різні методики детоксикаційної терапії. Також передбачено розгляд питань, спрямованих на реалізацію наскрізних програм: «Профілактика ВІЛ-інфікування, передачі ВІЛ від матері до дитини, діагностика, лікування ВІЛ-інфікованих та соціально-психологічна підтримка людей, що живуть з ВІЛ», «Послідовного вивчення основ трансплантології».

## Кафедра оториноларингології та офтальмології
Кафедра розташована на базі Тернопільської університетської лікарні.
Завідувач кафедри — доктор медичних наук, професор Олександр Іванович Яшан. Дисципліни, які викладаються на кафедрі: «Оториноларингологія», «Офтальмологія» та «Нейрохірургія». Лікарі-інтерни та лікарі-курсанти тематичних і передатестаційного циклів факультету післядипломної освіти. Зокрема методика «єдиного дня» значно розширила можливості навчального процесу в клініках, оскільки практичне заняття, яке включає в себе велику кількість нозологічних форм, дозволяє легше підібрати тематичного пацієнта, що відповідає темі заняття. Велика тривалість заняття дозволяє легко пристосовувати навчальний процес в кожній конкретній групі студентів до роботи клініки та спеціалізованих хірургічних відділень. Студенти мають змогу оволодіти практичними навичками з дисципліни відповідно до освітньої кваліфікаційної категорії та необхідні в роботі сімейного лікаря чи лікаря загальної практики. Запровадження матрикулів практичних навичок дозволила студентам глибше оволодівати складними діагностично-лікувальними методиками та маніпуляціями, а також здійснювати контроль за їх засвоєнням. Крім того студенти оволодівають роботою з лобним рефлектором, отоскопією, пальпацією козлика та соскоподібного паростка, перевіркою слуху шепітною та розмовною мовою, камертональними тестами, знайомляться з аудіометрією, перевіркою функцій слухової труби, парецентезом. Студенти оволодівають орофарингоскопією, епіфарингоскопією, непрямою ларингоскопією, бактеріологічними дослідженнями виділень з глотки, пальпацією регіонарних лімфовузлів, промивання лакун мигдаликів, знайомляться з тонзилектомією та аденотомією. Колективом курсу оториноларингології розробляються актуальні питання оториноларингології: тимпанопластика; хірургічне лікування деформацій перегородки носа і хірургічне лікування пухлин вуха.

## Кафедра онкології, променевої діагностики і терапії та радіаційної медицини
Кафедра розташована на базі Тернопільського обласного клінічного онкологічного диспансеру.
Завідувач кафедри — доктор медичних наук, професор Ігор Йосифович Галайчук. На кафедрі викладаються такі дисципліни: «Онкологія», «Радіаційна медицина» та «Радіологія». Навчання студентів проводиться з акцентом на засвоєння ранньої і доклінічної діагностики пухлин, організаційних форм своєчасного виявлення пухлин. На кафедрі створені мультимедійні посібники з онкології, які дозволяють одночасно демонструвати текст, фотографії, графіки, малюнки, відеофрагменти ходу операцій, різних діагностичних маніпуляцій для лікарів та медсестер. За таким принципом підготовлено також цикли мультимедійних лекцій з курсів «Променева діагностика і терапія» та «Радіаційна медицина» для студентів медичного та стоматологічного факультетів та курсів «Медсестринство в онкології» та «Паліативна медицина». Навички клінічної діагностики пухлин молочної залози та визначення природного радіаційного фону. Пріоритетним напрямком навчального процесу є інтеграція навчальних програм, що викладаються на кафедрі з іншими дисциплінами і насамперед внутрішньокафедральна інтеграція. Суміжне вивчення клінічної онкології та радіології дає можливість успішно їх опанувати. У зв'язку з цим понад 15 років тому кафедрою була впроваджена міжкафедральна навчальна програма з онкології та радіології. Вона включає теоретичні питання і деякі практичні навички, які розглядаються на кафедрах патологічної анатомії і патологічної фізіології, кафедрах терапії та хірургії медичного, стоматологічного факультету та факультету післядипломної освіти.

## Кафедра акушерства та гінекології №1
Кафедра розташована на базі Тернопільського обласного клінічного перинатального центру «Мати і дитина».
Завідувач кафедри - доктор медичних наук, професор Лариса Михайлівна Маланчук. Найбільш вагомими науковими досягненнями за останні роки кафедри акушерства та гінекології є: новий спосіб лікування дисфункціональних маткових кровотеч з допомогою антигомотоксичних засобів, лікування плацентарної недостатності за допомогою озонотерапії, розроблені диференційовані програми лікування вагітних з субклінічним гіпотиреозом. У 2017 році виконано експериментальну частину наукової роботи. Розроблена модель токсичного гепатиту у тварин та визначено його вплив на функцію статевих органів. Розроблений новий метод корекції дисменореї при хронічних захворюваннях шлунково-кишкового тракту. Крім того стаціонарні відділення обласного клінічного перинатального центру розраховані на 162 ліжка і включають 6 відділень: пологове відділення, відділення інтенсивного догляду та виходжування новонароджених, відділення патології вагітності та екстрагенітальної патології, відділення оперативної гінекології з малоінвазивними технологіями, блоком анестезіології та інтенсивної терапії гінекологічних хворих, відділення гінекології з ліжками дитячої та підліткової гінекології з ліжками медицини плода та патології раннього терміну вагітності. Відділення інтенсивної терапії новонароджених, відділення анестезіології та інтенсивної терапії з методами еферентної терапії.